# Lenagan-sziget

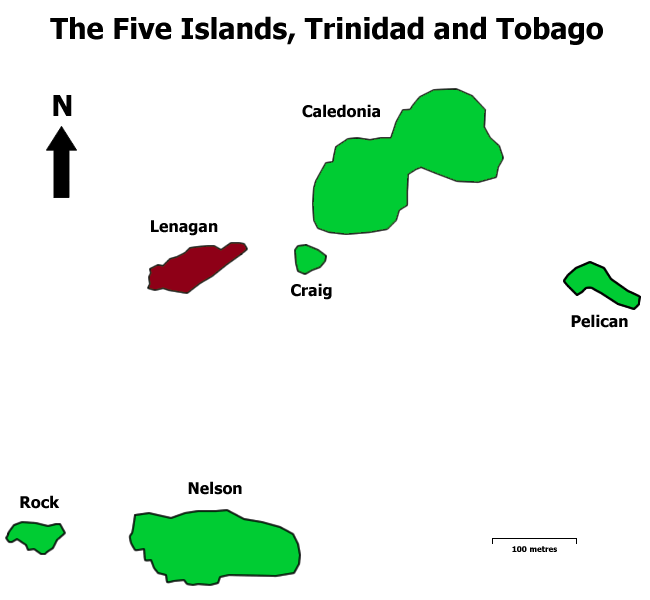
A Lenagan-sziget elhelyezkedése az "Öt Sziget térképén"

A Lenagan-sziget Trinidad és Tobago köztársaságának egyik szigete. Az "Öt Sziget" egyike. Szomszédos a Craig-szigettel, és a közelében van a Caledonia-sziget is.

## Fordítás
- Ez a szócikk részben vagy egészben  a   Lenagan Island című angol Wikipédia-szócikk fordításán alapul.  Az eredeti cikk szerkesztőit annak laptörténete sorolja fel. Ez a jelzés csupán a megfogalmazás eredetét és a szerzői jogokat jelzi, nem szolgál a cikkben szereplő információk forrásmegjelöléseként.